# ホワイトアウト (小説)
『ホワイトアウト』は、真保裕一のサスペンス小説。日本最大のダムを占拠したテロリストから、人質を救うべく立ち上がったダム職員の活躍を描く。
タイトルの「ホワイトアウト」とは、激しい吹雪により視界が奪われ、雪煙によって数メートル先さえ見えなくなり、自分の位置が全く分からなくなってしまう状態のことをいう。
1995年に新潮社のレーベルである"新潮ミステリー倶楽部"の収録作として、書下ろしで刊行された。1996年に、第17回吉川英治文学新人賞を受賞。このミステリーがすごい!で国内部門1位に選ばれ、120万部を超えるベストセラーとなった。1998年9月1日には新潮文庫版が刊行された。
2000年8月に織田裕二主演で映画化され、また、漫画化もされた。

## あらすじ
プロローグ
日本最大の貯水量を誇る新潟県奥遠和ダム。11月のある日、ダム運転員の富樫輝男は、遭難者救助のために猛吹雪のなかを出発する。しかし、ホワイトアウト現象に見舞われて救助要請が大幅に遅れてしまったことから、遭難者と共に残っていた同僚で親友でもある吉岡和志を亡くしてしまう。
同じ年の12月、以前東日本電力で働いていた小柴拓也は、御殿場の火薬工場の警備員の様子を窺いながら、5年前の夏のことを回想していた。5年前の夏に起こった無差別テロで妻子を亡くした彼は、事件後のテロリストの裁判で、死刑になった犯人がいなかったことに不満を抱いていた。そこで、テロ組織の構成員に偽装志願・内部潜入した上で、ダム襲撃の計画を持ち込み、組織内部から根絶やしにすることを目論む。小柴はその後、同工場警備員を襲い、工場侵入・火薬強奪の手助けをすることでテロ組織の一員となる。
翌年1月、テロ組織のメンバーたちは、AKライフルとナガンピストルを手に入れるため、羅臼沖で密漁船に乗り込んでいた。
テロリスト襲撃
2月、吉岡の婚約者であった平川千晶が、奥遠和ダムに訪れる。突然の死により、仕事にも集中できないことが続いたこともあり、亡くなったフィアンセがどのような仕事をしていたのか関心があったのだ。だが、迎えの職員はテロリストによって射殺され、千晶は人質の一人になってしまい、ダムに続く唯一のトンネルは爆破されてしまう。
時を同じくして、テロリスト集団「赤い月」がダムを占拠した。警察を通して、テログループは政府に50億円を要求、タイムリミットは24時間。拒否すれば人質を殺害し、ダムを破壊すると通告。もし、ダムが破壊された場合には、20万世帯が一瞬にして水没して多数の死傷者が出るなど、未曾有の被害になることが予想された。
唯一の道は閉ざされ、吹雪のため自衛隊のヘリでさえ飛ばすことは出来ず、ダム爆破の脅しと人質の存在もあって、奥遠和ダムは『鉄壁の要塞』と化してしまう。
富樫による反撃
偶然テロリストから逃げおおせた富樫は、人質となっているダムの職員、そして人質にされた平川千晶を救出すべく、単身で行動を開始する。武装も武器の知識も全く無い中で、知り尽くしているダムの知識を武器にして単身テロリストに戦いを挑んでいき、テロリストから奪ったアサルトライフルで襲いかかってくる敵を一人ずつ返り討ちにしていく。
しぶとく抵抗してくる富樫を排除すべく、テロリストたちはダムを放水して、放水路を移動中の富樫を水流で押し流してしまう。下流まで流されながらも生き残った富樫は、ビニール袋に入れていた書類を使って焚火をして身体を温める。
その後、凍えながらも5キロ先の近隣のダムまで辿り着き、警察に連絡をしてテロリストたちの人数などを報告した富樫は、警察の制止を振り切り、人質を救うために再びダムへと戻っていく。
敵の仲間割れ
やがて、テロリストのリーダーである宇津木が、他のテロリストたちを欺いて、50億円を独占して逃亡しようとしていることが判明する。ダム内にいるテロリストたちには「収監されている同志の釈放」を警察に要求しているように見せかけていたが、それは中継基地にいる仲間と会話しているに過ぎなかった。実際には、中継基地の仲間に警察との交渉をさせて、政府に対して50億円だけを要求していたのだ。
「仲間の解放」を警察に要求しておらず、宇津木によって騙されていたことを知ったテロリスト達は、疑心暗鬼に捕らわれて仲間割れになって銃撃戦となる。敵のアサルトライフルを奪った千晶は、先ほど教えてもらった銃の安全装置を解除してテロリストの一人を射殺する。
テロリストたちに復讐するために「赤い月」に潜入していた笠原（小柴拓也）は、宇津木の策略を見抜いて千晶と共に宇津木を追うものの、宇津木は笠原の正体を知っており、あえなく返り討ちにあってしまう。
最終決戦
亡き親友のフィアンセである千晶を助け出すため、富樫はスノーモービルで宇津木を追跡するが、ヘリによる銃撃を受ける。富樫はスノーモービルを撃って雪崩を誘発させて、犯人たちの乗るヘリを墜落させる。
撃墜させたテロリストの顔を確認した富樫は、彼らが『3ヶ月前のホワイトアウト時の遭難者』だったことを知る。ダム周辺の下見に来たテロリストたちを救助したために、無二の親友を亡くしてしまったことに富樫は激しく動揺する。
感傷に浸っている中、再び襲い掛かってきた宇津木を、ヘリの回転翼に押し付けて撃退した富樫は、宇津木の持っていたリモコンを操作してダムの爆破を阻止する。だが、千晶の所に戻る際に、再びホワイトアウトに遭遇する。
エピローグ
警察のヘリが到着する中、富樫は意識を失っていた千晶を抱きながら歩き続けていた。疲労困憊で記憶の混濁した富樫は、「吉岡を頼む。早く救助隊を！ 吉岡が、二人の遭難者と待っているんだ！」と警察に告げる。……3ヶ月遅れて、ようやく富樫は間に合ったのだ。

## 登場人物

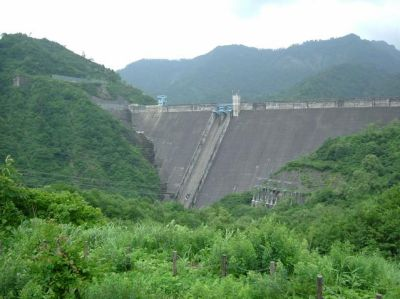
奥遠和ダムのモデルとなった、福島県の「奥只見ダム」。

### 主要人物
富樫輝男
演 - 織田裕二
奥遠和ダム作業員。山登りが趣味であり、自分でも山からは離れられない山男であることを認めている。事件前年11月、山に来ていた遭難者（実はテロリストのメンバー）を助けるために、同僚の吉岡和志と救助に出かけたが、猛烈な吹雪によりホワイトアウトが発生。それにより、遭難者を助けた吉岡が死亡し、彼が生き残った。
翌年、奥遠和ダムにテロリストが立てこもり、運よくテロリストの銃撃から逃れられた事から、吉岡の婚約者である平川千晶らを助けるために、たった一人でテロリストに挑むことになる。
漫画版ではある程度AKを使いこなしているような描写がされたが、映画版では演じた織田の意向から、銃の扱いは素人である描写がされている。
平川千晶
演 - 松嶋菜々子
東京で仕事をしている、吉岡和志の婚約者。彼がどのような仕事をしていたのかに対する関心から、奥遠和を訪れるが、そこで人質になり給仕係としてこき使われてしまう。
テロリストのメンバーの一人である、笠原についてはその異質性を見抜いていた。また、映画では終始富樫のことを「吉岡を見殺しにした」として憎んでおり、作中では健二を通して手に入れた貴嶋のAKで桑名を射殺するシーンが追加されている。
吉岡和志
演 - 石黒賢
富樫の同僚で千晶の婚約者。原作の中では、富樫を描いたところでは「吉岡」、千晶を描いたところでは「和志」と書かれている。遭難者救出の最中に足を折って富樫に救助を呼ぶように指示し、遭難者2名と共にビバークするもその後遺体となって収容されてしまう。原作では遭難者の一人を運んでいる最中に強風にあおられて坂道を転落して足を折るが、映画では背負っていた遭難者が突然暴れ出したために坂道を転落して足を折るという描写になっている。また、漫画では足場の雪が突然崩れ、これに巻き込まれて足を折るという描写になっている。

### 奥遠和ダム
石坂昌弘
演 - 河原崎建三
電気課の運転長で富樫と吉岡の上司。作品冒頭で富樫と吉岡が遭難者の救出に向かおうとしようとしているのを強く反対した。原作では赤い月のメンバーに殴り倒されて以降は他の所員と同じ場所に軟禁されたが、映画版では笠原の発電所の遠隔操作プログラムの改ざんを行おうとする行動に「不可能だ」と抵抗したために戸塚に足を撃たれ、直後に宇津木に頭を撃ち抜かれて死亡する。
岩崎吉光
演 - 平田満
電気課の課長で、吉岡和志の上司。千晶の案内を担当するが、トンネル内でテロリストの乗る車に出くわし、道を引き返すよう注意しに行くも直後に至近距離で撃たれ即死する。
また、漫画版では富樫がトンネルにやってくるまでの間も息があり、平川がテロリストに拉致されたことを富樫に伝えて息を引き取るという描写になっている。
村瀬勇治
演 - 阿南健治
富樫の仲間でスキー場リフトの運転員。レストハウスでパラボラアンテナを立てようとしていた金子らテロリスト2名を目撃し、富樫と共に向かうも金子の放った銃弾に撃たれ死亡する。
浜中隆信
演 - 市川勇
映画でのみ登場するオリジナルキャラ。石坂と同じ電気課の運転長。赤い月の発電所占拠後、警察署や永見電力所の監視映像に人質として映される。
富樫が山崎を殺害し、戸塚と貴嶋を銃撃戦の末に退けた直後に行った宣戦布告の報復として、赤い月のメンバーに射殺されてしまう。
雨宮健二
演 - 高橋一生
映画でのみ登場するオリジナルキャラ。奥遠和ダムの職員の中では最年少の職員。浜中死亡後、人質の映像として映される。宇津木逃亡後での戸塚の暴走による仲間割れの騒ぎの中、平川によって拘束を解かれ貴嶋のAKで戸塚と貴島を威嚇し、平川を逃がそうとするも直後に貴島にトカレフで足を撃たれてしまう。事件収拾後、警視庁の特殊部隊に他の職員と共に無事救出される。

### 警察関係者
奥田勲
演 - 中村嘉葎雄
新潟県長見警察署の署長。元県警本部捜査一課管理官。老年ながら、非常に洞察力が鋭くテロリストの行動などを推測している。階級は警視。
佐々木友之
演 - 石井愃一
新潟県長見警察署の警邏課課長。奥田同様に老年。望月の強行作戦に強く反発した。
望月邦昭
演 - 野村昇史
新潟県警本部刑事部長で、奥田を押しのけて現場指揮兼責任者として事件解決に臨む。独断で作戦を続行させるなど強行的な部分が多く、佐々木をはじめとした長見署警察官からは忌み嫌われていた。階級は警視長。
塚越啓三
演 - 山田辰夫
新潟県警本部公安担当管理官。階級は警視。
吉兼孝義
演 - 山路和弘
新潟県警本部特殊班警部。
藤巻謙介
演 - 古尾谷雅人
警察庁刑事局長で赤い月と交渉を取るも人質を盾にされていたために、要求を全面的に承諾してしまう。

### テロリスト集団「赤い月」
宇津木弘貴
演 - 佐藤浩市
『赤い月』のリーダーで仲間と共にダムを占拠する。冷酷な卑劣漢で、警察とテロリスト双方を手玉に取りダムから逃亡を図る。映画版では、車椅子に乗っているが、実は立つことが出来るのを周囲には秘密にしており、物語終盤には仲間を裏切って逃走を図った。
原作では笠原殺害後、仲間と合流して追跡してきた富樫を山道でAKを使って迎撃するも、銃声で発生した雪崩に巻き込まれ死亡する。
漫画では湖の上で富樫と格闘戦を展開し、富樫が湖の氷をたたき割った際に氷に挟まれて断末魔の叫びと共に死亡する（戸塚が死亡する前に死亡）。
映画では片貝ダムで仲間と合流後、追跡してきた富樫にヘリで応戦するも、富樫がスノーモービルを爆破したことで発生した雪崩によってヘリを墜落させられる。その後もダム爆破を阻止しようとする富樫を妨害するために格闘戦を展開し携帯していたナガンで富樫の腹部を銃撃し、とどめを刺そうとするも墜落したヘリのメインローターが倒れてきたことに気を取られたために富樫に組み伏せられ、墜落したヘリのテールローターに頭を抉られ死亡する。
笠原義人
演 - 吹越満
本名は小柴拓也。ダム設備の知識が豊富で、ダム制圧の中心的人物。かつて、東日本電力で働いていたが、赤い月が同社に仕掛けた爆破テロにより妻子を失われたことから退社。その後、事件の復讐を図るためにテロの犯行グループである赤い月に潜入した。
千晶に対しては、当初は冷淡だったが、リーダーである宇津木が逃亡を図っていることを知ってからは、ある程度態度を軟化させた。その後宇津木の殺害を試みるが、宇津木にはすでに正体を見破られており逆に銃弾を浴びて死亡。原作では『十二月 御殿場』と『一月 羅臼沖』において名前を伏せて登場しており、裏の主人公のような役目も担う。
原作と漫画では平川を乗せてスノーモービルで宇津木を追い、水中スクーターで湖から現れた宇津木を見つけ復讐を遂げようとするも、逆に返り討ちに遭い死亡する。
映画では宇津木は水中スクーターでなくスノーモービルで逃走していたため、自身のAKで宇津木を転倒させるものの、計画の真相を知ったことで油断を作ってしまい、宇津木にスノーモービルで吹きあげられた雪しぶきで視界を奪われた上でナガンで撃たれ死亡する。また、映画版では戸塚と共に作中の中心人物としての設定を際立たせるために赤い防寒着を着ている。
戸塚信吾
演 - 橋本さとし
獰猛で凶暴な性格。原作では細身で尖った顎と眉が薄いのが特徴とある。映画では笠原と共に作中の中心人物の一人としての設定を際立たせるために彼の着る防寒着のカラーは青になっている。原作・映画共に富樫と幾度となく遭遇し激しい戦闘を繰り広げる。
原作では笠原をスノーモービルで追跡する最中に富樫と出くわし、富樫の銃撃でスノーモービルごと湖に落ちてしまい溺死する。
漫画では赤い月のメンバーで最後に死亡した人物で、宇津木によって爆破されたダムを塞ごうとダム湖遊覧船乗り場で富樫が爆弾をセットして避難しようとした際、重傷を負った状態で富樫を捕えて心中しようとするも、間一髪で富樫が脱出したために自身だけが爆死する形となった。また、映画では同じ赤い月のメンバーとなっている弟がいて刑務所に収容されている。
映画では凍った湖の上で富樫のスノーモービルに体当たりし、ナイフで刺殺しようとしたところを至近距離で富樫の銃撃を受け死亡する。
貴嶋聡
演 - 工藤俊作
映画でのみ登場するオリジナルキャラ。戸塚のパートナーとして行動する。発電機室で戸塚と共に富樫と銃撃戦を展開、終盤で宇津木の逃亡と笠原の裏切りで暴走した戸塚を落ち着かせようとするも、逆にAKで殴り倒され自身のAKを健二に奪われる。直後に健二を携帯していたトカレフで負傷させ、平川を殺害しようとするも笠原に撃たれ死亡する。
戸塚を制止する描写は、原作でのみ登場した須山が戸塚を制止する場面を基に差し込んだものである。
桑名文彦
演 - 浜田学
映画でのみ登場するオリジナルキャラ。地下駐車場の監視を担当。宇津木が乗ったスノーモービルが駐車場から紛失していることを無線で貴嶋に伝え、逃げ出した平川を捕えようとするも、逆に平川の銃撃で死亡する。
金子雅也
演 - 林宏和
レストハウスでパラボラアンテナを取りつけている最中にやって来た富樫と村瀬を見つけ、村瀬を射殺した。その後、放流管ゲート室で監視にあたるも富樫の消火器を使った威嚇で怯んだ最中に殴り倒される。
原作では上記のあと、自身の靴ひもで手足を縛られて登場を終えるも、気絶に近い描写のはずが死亡という扱いになっている。
漫画版では消火器攻撃の後に格闘の末に1度気絶するも直ぐに蘇生、取っ組み合いの最中にAKを暴発させたことで起きた跳弾が頭に命中したことで死亡する。
映画では消火器攻撃の後富樫と取っ組みあいになり、富樫と共に滑り階段で下の階に転落、首の骨を折って死亡する。
室岡彰
演 - 成田浬
映画でのみ登場するオリジナルキャラ。ダムの天端で監視を担当。大白ダムから戻って来た富樫と天端で格闘し、天端下層にある階段から富樫に投げ落とされ転落死する。
皆川正道
演 - 西洋一郎
本名は中垣研だが、映画では山崎の本名になっている。富樫に殺されたテロリストのメンバー。原作の髪型は角刈り。
原作と漫画では富樫の生死を確認しに煙で充満したダムの監査廊に向かうも、酸素ボンベで危機を回避した富樫に充満した煙の中で撃たれ死亡する。漫画にも登場するが、死亡描写は原作とほぼ同じものであるが、漫画の方では監査廊に続く階段で戸塚共々富樫の銃撃で負傷するも、戸塚よりも負傷が酷かったために逃げ遅れたことで富樫の追い討ちにより死亡する。
映画では戸塚と共にレストハウスから逃げた富樫をロッジまで追跡するも、富樫がアノラックで包んでキッチンから放り出したプロパンガスを誤って撃ってしまい爆死する。
坂下秀樹
演 - 黄川田将也
漫画・映画でのみ登場するオリジナルキャラ。
漫画では口ひげをはやした太った体型で、宇津木が運転室に仕掛けた爆弾の爆発に巻き込まれ、下半身が爆風で消し飛んで死亡する。
映画では職員宿舎および雪上車両格納庫前の監視を担当。スノーモービルでの逃走を目撃されないために口封じとして、宇津木のサイレンサーを付けたナガンで至近距離から撃たれて死亡する。台詞は無線越しの一言のみ。
山崎史郎
演 - 山崎潤
映画でのみ登場するオリジナルキャラ。映画では皆川の代わりに本名が中垣研という設定となっている。煙で充満したダムの監査廊から酸素ボンベで危機を回避し、発電機室に逃げ込んだ富樫を戸塚と貴嶋の3人で追い打ちに向かうも、富樫の切れた送電線と水たまりを利用した感電攻撃に遭い感電死し、死後痙攣で反射的に反応した富樫に至近距離からAKで追い打ちを食らった。
須山
原作・漫画にのみ登場した赤い月のメンバー。メンバー入りした時期は不明だが、作中では戸塚よりも後に入ったことが窺うことができる。
原作では宇津木逃亡と笠原裏切りの後、戸塚の暴走を抑えようとして戸塚に殺害されたことが、事件解決後の病院での平川への警察の報告と平川の推測で判明する。
漫画では長髪で後頭部で1つに束ねている姿で、映画版における室岡の扱いに近いものとなっている。大白ダムから戻ってきた富樫と天馬で格闘を展開、格闘中に富樫と共に天馬から転落し、転落中にむき出しになった岩に頭をぶつけて死亡する。

## 書籍情報
- 単行本：1995年9月[2]、新潮社（新潮ミステリー倶楽部シリーズ）、ISBN 978-4-10-602741-3
- 文庫本：1998年9月1日、新潮文庫、ISBN 978-4-10-127021-0[1]

## 映画

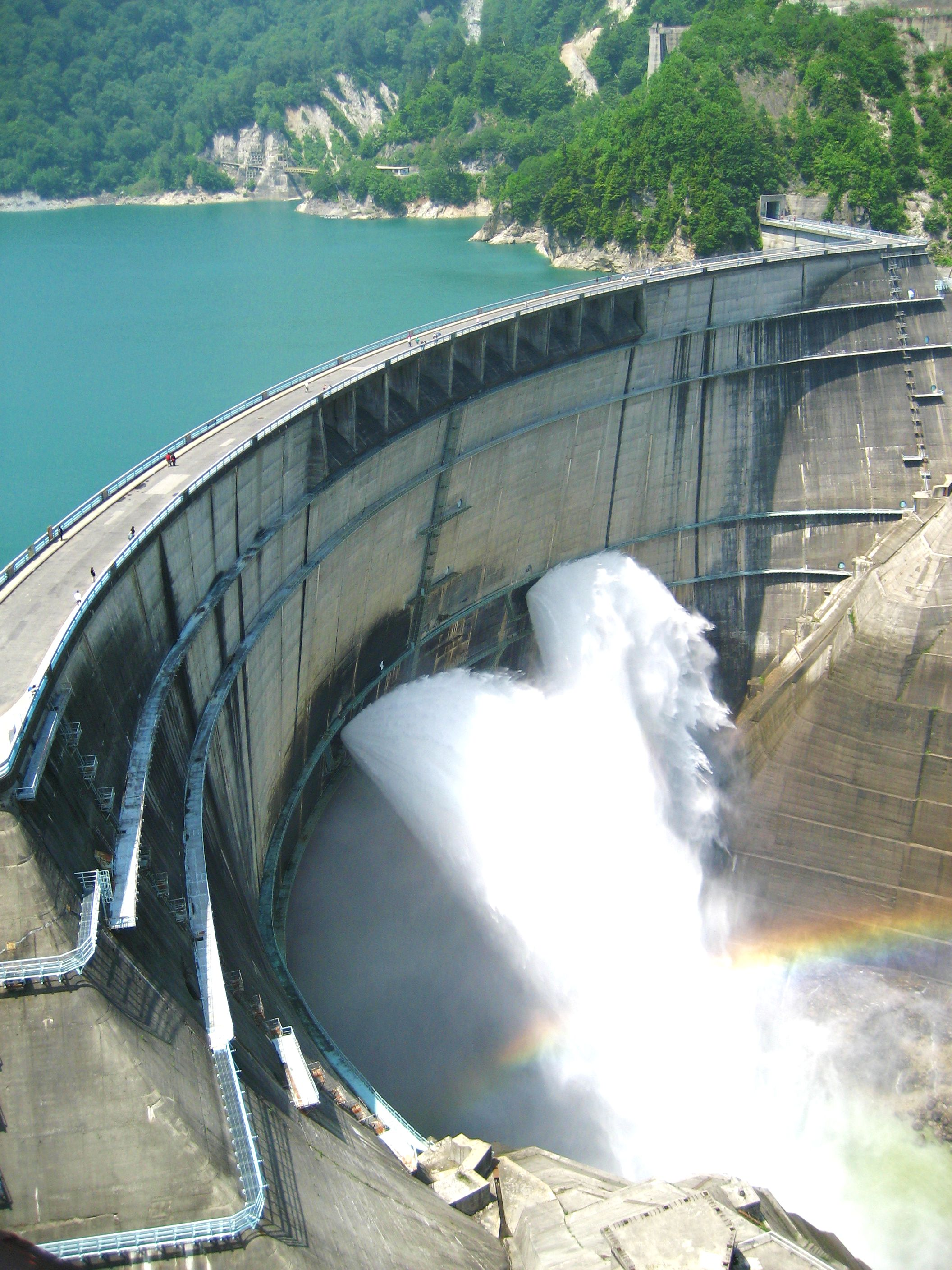
映画版において撮影ロケ地となった、黒部ダム。

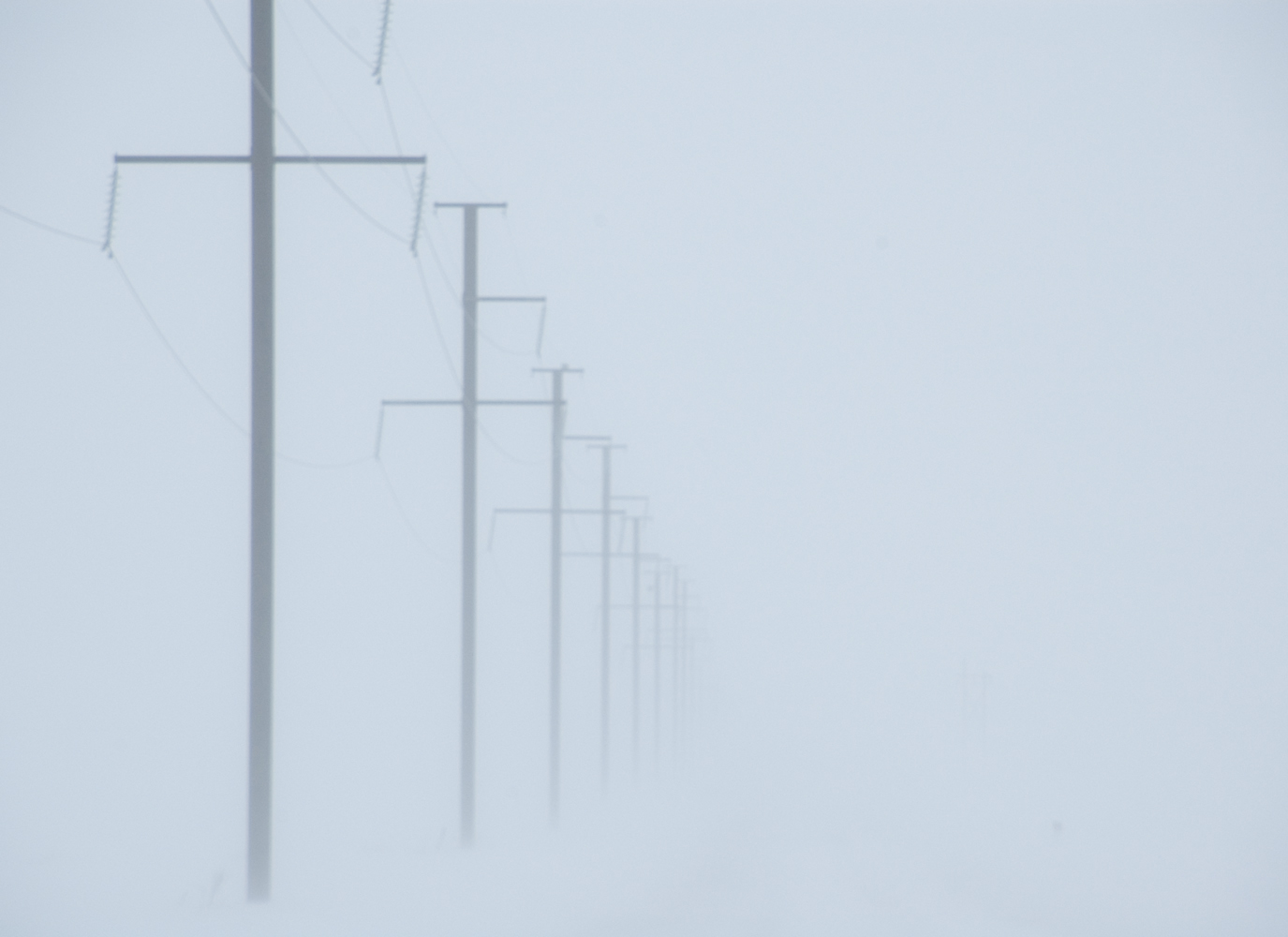
ホワイトアウトになった景色。

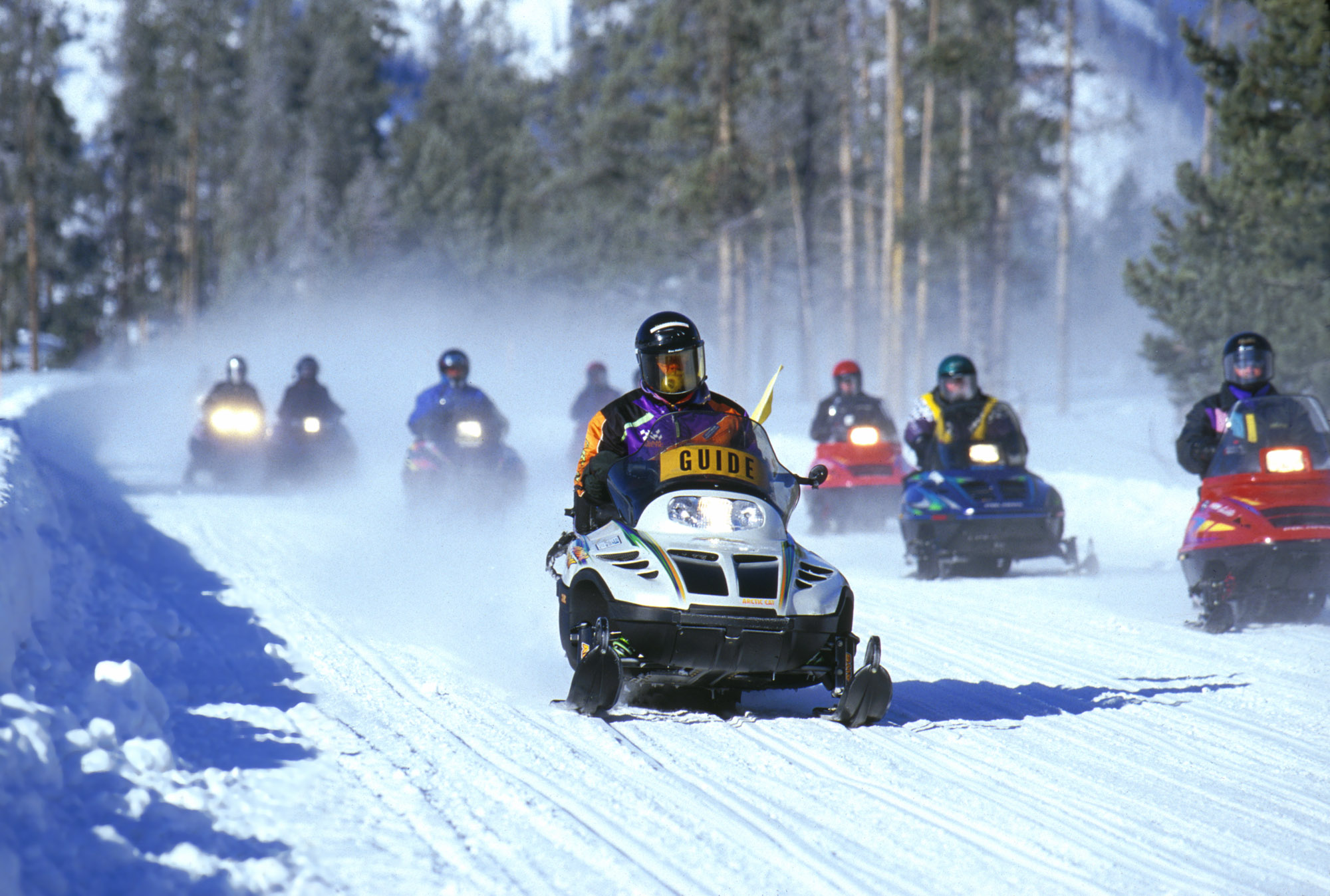
終盤で活躍した、スノーモービルの一例。

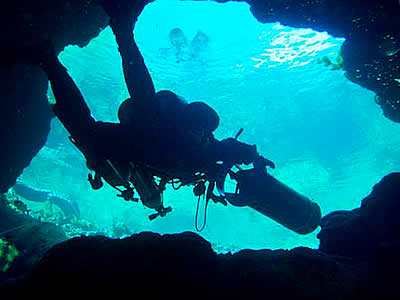
映画版では使用されなかった、水中スクーターの一例。

2000年8月に映画化された。興行収入42億円。監督は本作品が劇場映画デビュー作である若松節朗。
絶体絶命の状況下において、テロリスト達に人質を取られ、ろくに装備のない主人公がたった一人でテロリストに立ち向かうストーリー展開から、『日本版のダイ・ハード』とも呼ばれるなど話題となった。
奥遠和ダムのモデルは奥只見ダムとされており、映画の中で使われる地図はダムの名称こそ違うものの奥只見ダム周辺の地形図である。しかし、映画では同ダムは使用されず、富山県の黒部ダムなどが使用された。これは奥只見ダム及びアクセス道の奥只見シルバーラインが豪雪や冬季通行止めになる事（奥只見電力館における説明）や、監督が黒部ダムが自身のイメージするダムと重なったからだという。
主人公役の織田裕二は、その親友役の石黒賢とは現実でも親友の間柄であり、本作品において石黒を主人公の親友役に抜擢したのは織田とされている。1993年に大ヒットしたテレビドラマ『振り返れば奴がいる』で共演しており、同作ではライバル役であったが、石黒はそのドラマの役でも亡くなっている。
テロリストたちが持ち込んだ武器は、東側を代表するアサルトライフルである旧ソ連製のAK-47アサルトライフル、トカレフTT-33、ナガンM1895拳銃である。双方とも、北方領土付近で操業している漁船に乗り込み、警備にあたっているロシアの巡視船の乗組員と取引をおこない仕入れたものである。
原作では、この時に使われた水中スクーターは物語の後半で重要な役割となっていたが、映画版では一切使用されていない。

### スタッフ
- 原作：真保裕一（新潮文庫刊）
- 監督：若松節朗
- 脚本：真保裕一、長谷川康夫、飯田健三郎
- 音楽：ケンイシイ、住友紀人（サウンドトラック発売元:ビクターエンタテインメント）
- テーマソング：「SECRET RENDEZ-VOUS」織田裕二
- 製作：坂上直行、宮内正喜、岸田卓郎、高井英幸
- 企画：塩原徹、河村雄太郎、島谷能成、永田芳男
- プロデューサー：小滝祥平、遠谷信幸、石原隆、臼井裕詞
- アソシエイトプロデューサー：野口照彦、千野毅彦、佐倉寛二郎、前島良行
- 脚本協力：福田靖
- 撮影：山本英夫
- 照明：本橋義一
- 録音：小野寺修
- 美術：小川富美夫
- 編集：深沢佳文（ワインド・アップ）
- 監督補：森谷晃育
- 助監督：谷口正行
- 製作担当：藪下隆、田中盛広
- 監督助手応援：山田敏久
- 音響効果：渡部健一（東洋音響カモメ）
- 操演・特殊効果：岸浦秀一（ローカスト）
- 特撮
  - 特殊技術：神谷誠
  - 撮影：村川聡
  - 美術：高橋勲
  - 照明：溝渕健二
  - 操演：根岸泉（亀甲船）
  - スクリプター：飯塚美穂
  - 助監督：菊地雄一
  - 製作担当：梶川雅也
  - 学生インターン：日活芸術学院
- ビジュアルエフェクトスーパーバイザー：松本肇
- ガンエフェクト：栩野幸知
- スタントコーディネーター：釼持誠
  - スタント&アクション：スーパーアクションメガシステム
- シューティングコーディネイト：エススリーカンパニー
- 照明協力：フジライティング・アンド・テクノロジイ
- 美粧：ベレッツアスタジオ
- 特機：K&L
- 特別協賛：日本移動通信・DDIセルラーグループ
- 協力：三菱自動車工業、ヤマハ発動機、モトローラ、富士通、三菱電機
- 特別協力：関西電力、東北電力、電源開発、水資源開発公団
- 撮影協力：湯之谷村観光課
- 現像：IMAGICA
- スタジオ：東宝スタジオ、日活撮影所
- 企画協力：クロスメディア、メディアウエイブ、エンジンネットワーク
- 製作協力：共同テレビジョン、東宝
- 空撮協力：朝日航洋、東邦航空、中日本航空、三井物産エアロスペース
- 製作プロダクション：デスティニー、アイ・エヌ・ピー
- 製作：ホワイトアウト・パートナーズ（日本ヘラルド映画、フジテレビジョン、東宝、日本ビクター、電通、アイ・エヌ・ピー、デスティニー）

### 作品の評価

#### 興行成績
夏作品としては少し遅い公開だったこともあり（前作品は『 ジュブナイル』）、東宝の興行予想は20–25億円だった。2000年8月19日より全国246館で7週間の上映。邦画系で6週間、その後洋画系で引き継ぎ上映され、推定興収42億円と、東宝の予想の二倍近い大ヒットになった。

### 受賞歴
- 第24回日本アカデミー賞[10]
  - 最優秀助演男優賞（佐藤浩市）
  - 最優秀録音賞（小野寺修）
  - 優秀作品賞
  - 優秀監督賞（若松節朗）
  - 優秀主演男優賞（織田裕二）
  - 優秀主演女優賞（松嶋菜々子）
  - 優秀音楽賞（ケンイシイ、住友紀人）
  - 優秀撮影賞（山本英夫）
  - 優秀照明賞（本橋義一）
  - 優秀美術賞（小川富美夫）
  - 優秀編集賞（深沢佳文）
- 第18回ゴールデングロス賞優秀銀賞、マネーメイキングスター賞[11]
- 第25回報知映画賞 主演男優賞（2000年、織田裕二）
- 第43回ブルーリボン賞 主演男優賞（2001年、織田裕二）
- 第13回日刊スポーツ映画大賞・石原裕次郎賞（2000年、織田裕二)

## 漫画
本作の漫画が『月刊少年マガジン』（講談社）にて、2000年1月号より同年9月号まで連載された。漫画は飛永宏之が担当。
- 真保裕一（原作）・飛永宏之（漫画）『ホワイトアウト』講談社〈KCデラックス〉、全3巻
  1. 2000年6月14日発売[12]、ISBN 4-06-334308-1
  2. 2000年7月14日発売[14]、ISBN 4-06-334312-X
  3. 2000年8月8日発売[13]、ISBN 4-06-334324-3